# Campeonato Mineiro de Futebol de 2006 - Módulo I
O Campeonato Mineiro de Futebol do Módulo I de  2006 foi disputado por 12 equipes entre os dias 21 de janeiro e 2 de abril de 2006. Tendo como campeão o Cruzeiro Esporte Clube.

## Regulamento

### Primeira fase
Na primeira fase, os 12 clubes se enfrentam em turno único, no sistema de pontos corridos. Os quatro primeiros colocados se classificam para a fase final e os dois últimos são rebaixados.

#### Critérios de Desempate
Caso haja empate de pontos entre dois clubes, os critérios de desempates serão aplicados na seguinte ordem:
1. Pontos
2. Vitórias
3. Saldo de gols
4. Gols marcados
5. Sorteio

### Fase final
Será disputado uma fase eliminatória (conhecido como "mata-mata", semifinais e final), com confrontos em ida e volta, tendo o mando de campo do segundo jogo e a vantagem do duplo empate o clube com melhor campanha.

#### Critérios de desempate
1. Saldo de gols
2. Desempenho na primeira fase

## Participantes
| Equipe                             | Cidade               | Em 2005        | Estádio          | Capacidade | Títulos (último) |
| ---------------------------------- | -------------------- | -------------- | ---------------- | ---------- | ---------------- |
| América Futebol Clube              | Belo Horizonte       | 7º             | Independência    | 30.000     | 15 (2001)        |
| Clube Atlético Mineiro             | Belo Horizonte       | 4º             | Mineirão         | 75.783     | 38 (2000)        |
| Associação Atlética Caldense       | Poços de Caldas      | 9º             | Ronaldão         | 7.500      | 1 (2002)         |
| Cruzeiro Esporte Clube             | Belo Horizonte       | 2º             | Mineirão         | 75.783     | 32 (2004)        |
| Democrata Futebol Clube            | Sete Lagoas          | 10º            | Arena do Jacaré  | 20.063     | 0 (não possui)   |
| Esporte Clube Democrata            | Governador Valadares | 1º (Módulo II) | Mamudão          | 8.500      | 0 (não possui)   |
| Guarani Esporte Clube              | Divinópolis          | 8º             | Farião           | 5.000      | 0 (não possui)   |
| Ipatinga Futebol Clube             | Ipatinga             | 1º             | Lamegão          | 16.200     | 1 (2005)         |
| Ituiutaba Esporte Clube            | Ituiutaba            | 6º             | Fazendinha       | 1.500      | 0 (não possui)   |
| Uberlândia Esporte Clube           | Uberlândia           | 2º (Módulo II) | Parque do Sabiá  | 56.000     | 0 (não possui)   |
| União Recreativa dos Trabalhadores | Patos de Minas       | 3º             | Zama Maciel      | 4.000      | 0 (não possui)   |
| Villa Nova Atlético Clube          | Nova Lima            | 5º             | Castor Cifuentes | 5.400      | 5 (1951)         |

## Primeira Fase

### Classificação
| Pos | Equipe           | Pts | J  | V | E | D | GP | GC | SG  | Classificação ou descenso       |
| --- | ---------------- | --- | -- | - | - | - | -- | -- | --- | ------------------------------- |
| 1   | Ipatinga         | 25  | 11 | 7 | 4 | 0 | 20 | 8  | +12 | Classificados à semifinal       |
| 2   | Cruzeiro         | 24  | 11 | 7 | 3 | 1 | 19 | 5  | +14 | Classificados à semifinal       |
| 3   | Atlético Mineiro | 22  | 11 | 6 | 4 | 1 | 17 | 11 | +6  | Classificados à semifinal       |
| 4   | América Mineiro  | 19  | 11 | 5 | 4 | 2 | 20 | 12 | +8  | Classificados à semifinal       |
| 5   | Ituiutaba        | 18  | 11 | 6 | 0 | 5 | 18 | 18 | 0   |                                 |
| 6   | Democrata-SL     | 17  | 11 | 5 | 2 | 4 | 23 | 19 | +4  |                                 |
| 7   | Caldense         | 16  | 11 | 5 | 1 | 5 | 14 | 17 | −3  |                                 |
| 8   | Democrata GV     | 11  | 11 | 3 | 2 | 6 | 18 | 21 | −3  |                                 |
| 9   | Villa Nova       | 11  | 11 | 3 | 2 | 6 | 15 | 18 | −3  |                                 |
| 10  | Guarani-MG       | 10  | 11 | 3 | 1 | 7 | 15 | 23 | −8  |                                 |
| 11  | Uberlândia       | 7   | 11 | 2 | 1 | 8 | 9  | 23 | −14 | Rebaixados ao Módulo II de 2007 |
| 12  | URT              | 5   | 11 | 1 | 2 | 8 | 12 | 25 | −13 | Rebaixados ao Módulo II de 2007 |

### Confrontos
|              | AME | CAM | CAL | CRU | DSL | DGV | GUA | IPA | ITU | UBL | URT | VNO |
| ------------ | --- | --- | --- | --- | --- | --- | --- | --- | --- | --- | --- | --- |
| América      | —   | 0-1 | 3-0 | *   | *   | 3-1 | 4-1 | *   | *   | 1-0 | *   | 1-1 |
| Atlético     | *   | —   | 2-1 | 1-1 | *   | 1-1 | 3-1 | *   | 3-0 | *   | *   | *   |
| Caldense     | *   | *   | —   | 0-2 | *   | *   | 2-1 | 1-1 | 2-0 | *   | *   | 2-1 |
| Cruzeiro     | 1-1 | *   | *   | —   | 5-2 | *   | *   | 0-0 | *   | 2-0 | 2-0 | 2-0 |
| Democrata SL | 1-1 | 3-0 | 2-0 | *   | —   | 2-1 | *   | *   | 4-2 | *   | *   | *   |
| Democrata GV | *   | *   | 4-3 | 0-1 | *   | —   | *   | 0-1 | *   | 2-1 | 5-2 | *   |
| Guarani      | *   | *   | *   | 0-3 | 2-1 | 2-2 | —   | 3-4 | 1-2 | *   | *   | *   |
| Ipatinga     | 1-1 | 0-0 | *   | *   | 1-0 | *   | *   | —   | *   | 3-0 | 4-0 | 2-1 |
| Ituiutaba    | 2-3 | *   | *   | 1-0 | *   | 2-1 | *   | 2-3 | —   | 3-0 | 1-0 | *   |
| Uberlândia   | *   | 2-2 | 0-1 | *   | 1-4 | *   | 1-0 | *   | *   | —   | 2-1 | *   |
| URT          | 3-2 | 2-3 | 1-2 | *   | 2-2 | *   | 1-2 | *   | *   | *   | —   | 0-0 |
| Villa Nova   | *   | 0-1 | *   | *   | 4-2 | 3-1 | 0-2 | *   | 1-3 | 4-2 | *   | —   |

### Desempenho por rodada
Clubes que lideraram o campeonato ao final de cada rodada:
| 1   | 2   | 3   | 4   | 5   | 6   | 7   | 8   | 9   | 10  | 11  |
| IPA | DSL | AME | AME | CRU | CRU | CRU | CRU | IPA | IPA | IPA |

Clubes que ficaram na Lanterna no campeonato ao final de cada rodada:
| 1   | 2   | 3   | 4   | 5   | 6   | 7   | 8   | 9   | 10  | 11  |
| UBL | ITU | DGV | DGV | DGV | UBL | URT | URT | URT | URT | URT |

## Fase final
|  | Semifinais       | Semifinais | Semifinais | Semifinais |   |          | Final | Final | Final | Final |
|  |                  |            |            |            |   |          |       |       |       |       |
|  | Ipatinga         | 3          | 3          | 6          |   |          |       |       |       |       |
|  | América Mineiro  | 2          | 1          | 3          |   |          |       |       |       |       |
|  | América Mineiro  | 2          | 1          | 3          |   | Ipatinga | 1     | 0     | 1     |       |
|  |                  |            |            |            |   | Ipatinga | 1     | 0     | 1     |       |
|  |                  | Cruzeiro   | 1          | 1          | 2 |          |       |       |       |       |
|  | Cruzeiro         | Cruzeiro   | 1          | 1          | 2 | 2        | 2     | 4     |       |       |
|  | Cruzeiro         |            |            |            |   | 2        | 2     | 4     |       |       |
|  | Atlético Mineiro | 2          | 0          | 2          |   |          |       |       |       |       |

### Final
| 29 de março de 2006 | Cruzeiro | 1 – 1  | Ipatinga        | Mineirão, Belo Horizonte                    |
|                     | Gil 39'  | Súmula | Camanducaia 19' | Público: 35 495 Árbitro: Alício Pena Júnior |

| 2 de abril de 2006 | Ipatinga | 0 – 1  | Cruzeiro   | Ipatingão, Ipatinga                                |
|                    |          | Súmula | Wagner 44' | Público: 18 487 Árbitro: Álvaro de Azevedo Quelhas |

## Premiação
| Campeonato Mineiro de 2006    |
| ----------------------------- |
| Cruzeiro Campeão (32º título) |

## Campeão do Interior
| Campeão do Interior de 2006 |
| Ipatinga                    |
| --------------------------- |
| Ipatinga 3º título          |

## Artilharia
9 Gols
- Marcelo Pelé (Democrata de Sete Lagoas)

8 Gols
- Marinho (Democrata de Governador Valadares)
- Washington (América)

6 Gols
- Ramon (Atlético)
- Élber (Cruzeiro)
- Fred (Guarani)
- Léo Medeiros (Ipatinga)